# Roger W. Sperry
Roger Wolcott Sperry (20. srpna 1913, Hartford, Connecticut – 17. dubna 1994, Pasadena, Kalifornie) byl americký neurovědec, neurobiolog, neurofyziolog a zoolog. V roce 1981 mu byla udělena Nobelova cena za odhalení specifické úlohy jednotlivých mozkových hemisfér u člověka. U epileptických pacientů prováděl operaci, při níž proťal kalózní těleso (corpus callosum, útvar spojující obě mozkové hemisféry). U pacientů došlo k vymizení epileptických záchvatů, ale současně si všiml, že byla vážně narušena integrita osobnosti pacientů. Pacienti měli při pokusu ohmatat rukou (bez zrakové kontroly) nějaký předmět – pokud jej ohmatali pravou rukou, pak tento předmět dokázali pojmenovat (pravá ruka komunikuje s levou – verbální hemisférou), pokud předmět ohmatávali levou rukou, nedokázali říct, co je to za předmět.
Při výzkumu lidského mozku, syndromu oddělených hemisfér („split-brain“), na Kalifornském technickém institutu byl Sperryho spolupracovníkem jeho žák Michael Gazzaniga; jejich práce přinesla pokrok v našem porozumění lateralizaci mozkových funkcí a způsobu vzájemné komunikace obou mozkových hemisfér.
V oboru psychologie byl 44. nejcitovanějším autorem ve 20. století.